# Finn Pedersen
Finn Pedersen, född 30 juli 1925 i Roskilde, död 14 januari 2012, var en dansk roddare.
Pedersen blev olympisk guldmedaljör i tvåa med styrman vid sommarspelen 1948 i London.